# Gheorghe Pecingină
Gheorghe Pecingină (n. 28 august 1978, Târgu Jiu, Gorj, România) este un deputat român, ales în 2020 din partea PNL. 